# Davina Lewis
Lady Davina Elizabeth Alice Benedikte Lewis (nacida Windsor; 19 de noviembre de 1977) es la hija mayor de Ricardo y Brígida de Gloucester.

## Primeros años y educación
Lewis nació en el Hospital de St. Mary's. Fue bautizada el 19 de febrero de 1978 en Barnwell, Northamptonshire. Creció en el palacio de Kensington. Lady Davina fue educada en el Kensington Preparatory School en Notting Hill, seguido del St George's School en Ascot. Se graduó de la University of the West of England, con un graduo en estudios mediáticos.

## Matrimonio y descendencia
En 31 de julio de 2004, se casó con Gary Christie Lewis (nacido en 1970), un neozelandés. Lewis es un carpintero que gestiona un negocio de restauraciones y es un entusiasta del surf, y tiene un hijo, Ari (nacido en 1992) de una relación anterior. La pareja se conocía desde hacía cuatro años, habiéndose conocido en unas vacaciones en Bali. Por varios años mantuvieron su relación en secreto. Es el hijo de Larry Lewis, un constructor maorí quien quedó segundo en los Golden Shears en 1982. Su tío es el conocido autor Witi Ihimaera quien escribió The Whale Rider, de la cual se hizo una adaptación filmatográfica.
Gary Lewis es el primer Māori en unirse a la Familia Real, o en casarse con la hija de un príncipe británico. Ya que es descendiente del rey Jorge V y heredera potencial al trono británico, tuvo que obtener una licencia de matrimonio. El 20 de julio de 2004, se declaró que la Reina había dado su consentimiento. La boda tuvo lugar en una capilla en el palacio de Kensington, el hogar de la infancia de Davina. Aparte del duque y la duquesa de Gloucester y los hermanos de la novia, ningún otro miembro de la Familia Real Británica estuvo presente; solo amigos y familiares.
Davina dio a luz a su primera hija, Senna Kowhai, el 22 de junio de 2010 y a su hijo Tāne Mahuta el 25 de mayo de 2012. Su hijo fue nombrado en honor al Tāne Mahuta, un árbol gigante localizado en Nueva Zelanda. La pareja se divorció en 2018.
Hasta el 26 de marzo de 2015, Tāne estaba por encima de Senna en la línea de sucesión al trono británico pero tras el Acta de sucesión a la Corona que tuvo efecto en todos los reinos de la mancomunidad en 2015 y por el que dejaron de tener preferencia los varones, Senna ahora ocupa el puesto anterior al de su hermano en la línea de sucesión.
Lewis no lleva a cabo funciones oficiales pero acude a eventos familiares y a bodas reales. Lady Davina y Gary Lewis fueron invitados a la recepción de la Reina para los miembros del All Blacks en el palacio de Buckingham en 2005. Ella y su marido también asistieron a la boda real entre Guillermo de Cambridge y Catherine Middleton en 2011.

## Sucesión
| Precedido por: Lady Cosima Windsor | ' Línea de sucesión al trono Británico 35º. | Sucesor: Senna Lewis |